# Prouvais
Prouvais ist eine französische Gemeinde mit 339 Einwohnern (Stand 1. Januar 2022) im Département Aisne in der Region Hauts-de-France (vor 2016 Picardie). Sie gehört zum Arrondissement Laon, zum Kanton Villeneuve-sur-Aisne und zum Gemeindeverband Champagne Picarde.

## Geografie
Die Gemeinde Prouvais liegt am Nordwestrand der Trockenen Champagne, 25 Kilometer südöstlich von Laon und 25 Kilometer nördlich von Reims. Nachbargemeinden von Prouvaissind La Malmaison im Norden, Proviseux-et-Plesnoy im Osten, Menneville im Südosten, Guignicourt im Süden sowie Amifontaine im Westen,.

## Bevölkerungsentwicklung
| Jahr                       | 1962 | 1968 | 1975 | 1982 | 1990 | 1999 | 2006 | 2014 | 2022 |
| Einwohner                  | 265  | 248  | 245  | 274  | 438  | 391  | 378  | 329  | 339  |
| Quellen: Cassini und INSEE |      |      |      |      |      |      |      |      |      |

## Sehenswürdigkeiten

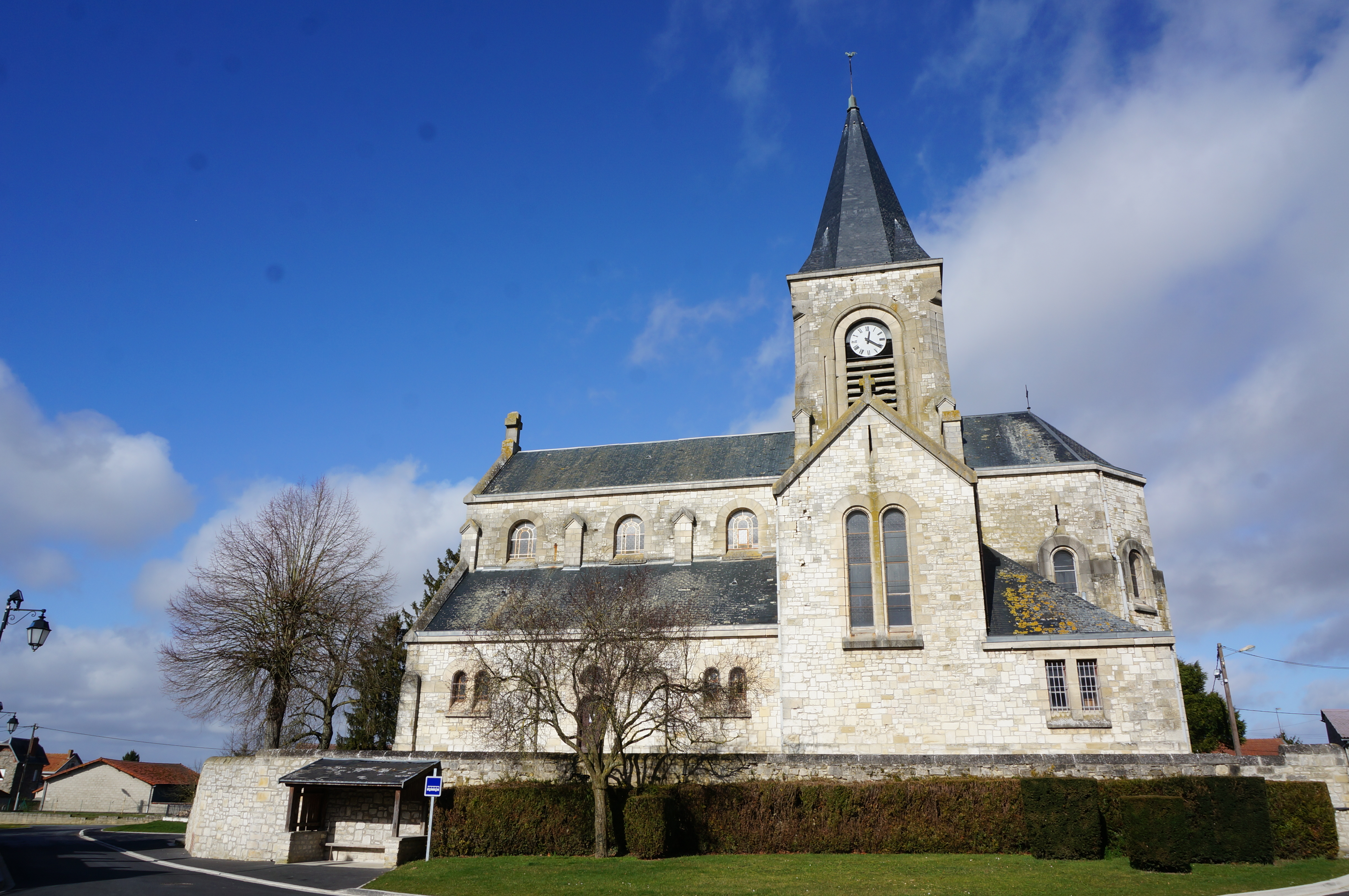
Kirche Saint-Victor
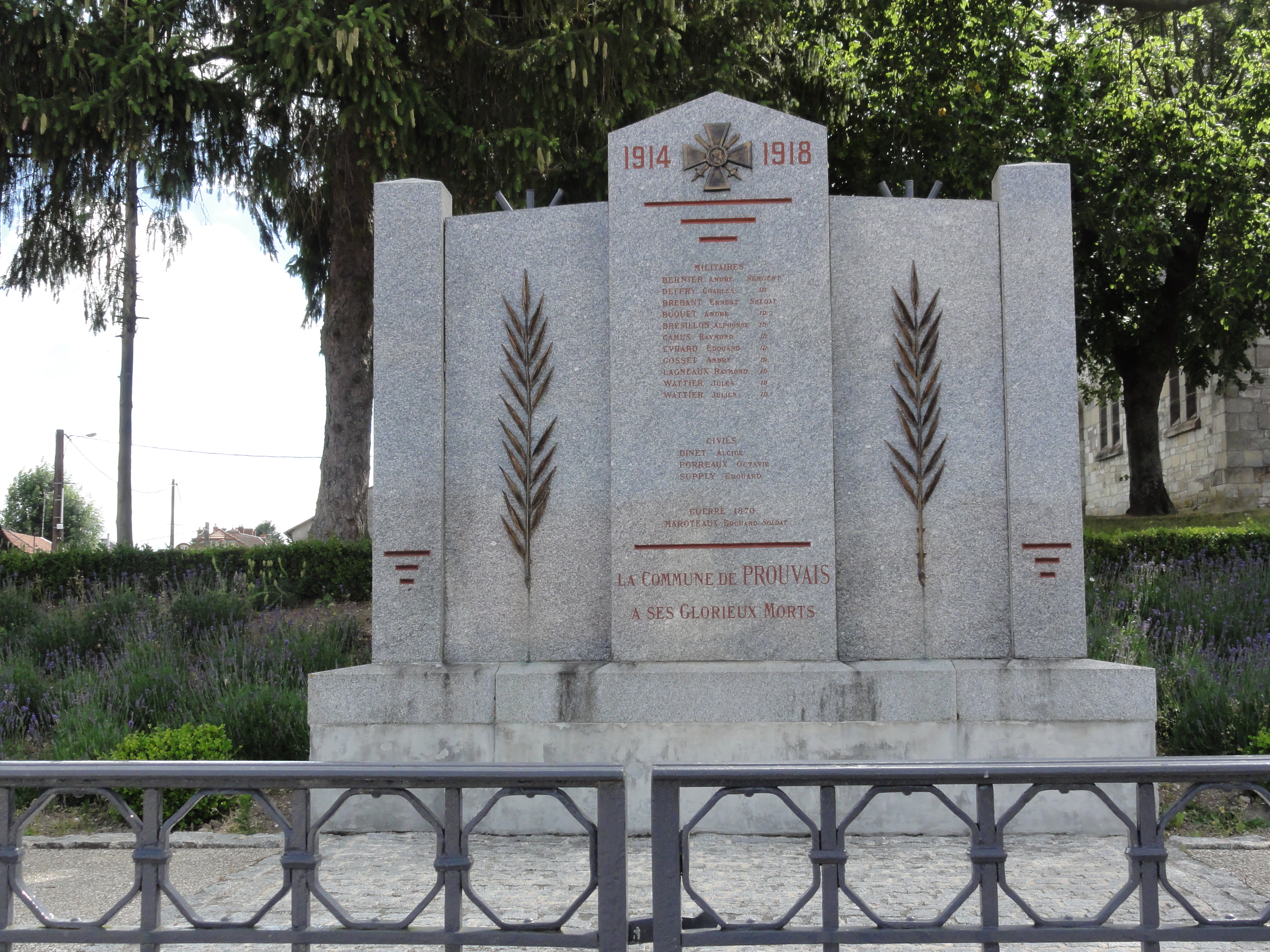
Gefallenendenkmal

- Kirche Saint-Victor
- Gefallenendenkmal